# 洛斯卡蒂奥斯国家公园
洛斯卡蒂奥斯国家公园（西班牙語：Parque Nacional Natural Los Katíos）是位于哥伦比亚西北部的一处保护区。保护区面积720 km2（280 sq mi），海拔在50米（160英尺） 至600米（2,000英尺）间，是达连隘口的一部分。计划中泛美公路将横贯这一地区。1994年，国家公园因动植物的多样性被联合国教科文组织列入世界自然遗产名录。保护区内约25%的鸟类物种被认为在哥伦比亚领土内已少于1%.
保护区内地质构造多样，既有低山丘陵，又有湿地平原和森林。

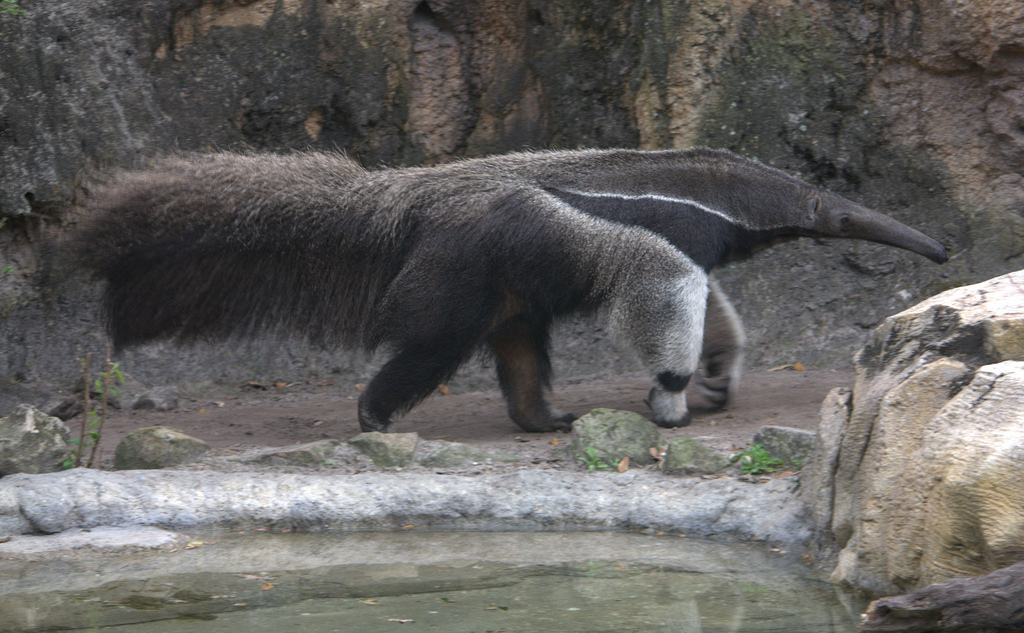
栖息于此地的大食蚁兽

## 世界遗产
1994年，国家公园被联合国教科文组织列入世界自然遗产名录，后因过度采伐等原因导致森林环境恶化，于2009年列入濒危世界遗产，后于2015年因管理“显著改善”，被移出濒危世界遗产名录。该世界遗产被认为满足世界遺產登錄基準中的以下基準而予以登錄：
- （ix）在陆上、淡水、沿海及海洋生态系统及动植物群的演化与发展上，代表持续进行中的生态学及生物学过程的显著例子。
- （x）拥有最重要及显著的多元性生物自然生态栖息地，包含从保育或科学的角度来看，符合普世价值的濒临绝种动物种。